# T.O.N.Y.
T.O.N.Y. è un singolo della cantante statunitense Solange, pubblicato nel 2009 ed estratto dall'album Sol-Angel and the Hadley St. Dreams.
Il brano è stato scritto da Jack Splash e Thomas DeCarlo Callaway.

## Tracce
- Download digitale

1. T.O.N.Y. – 3:53